# Filuta (Tintin)
Filuta (v překladu nakladatelství Egmont Špunt, v animovaném seriálu Milouš, ve francouzském originále Milou, anglicky Snowy) je bílý drsnosrstý foxteriér z komiksové série Tintinova dobrodružství o mladém belgickém reportéru Tintinovi, jehož je nerozlučným čtyřnohým přítelem a společníkem. K Tintinovi je připoután přátelstvím života a smrti, protože si mnohokrát vzájemně zachránili život.
Až na několik výjimek Filuta nemluví (i když jeho myšlenky jsou stejné jako lidské), protože je „jen pes“. Avšak s Tintinem se vždy dokáže domluvit, zvláště v prvních dílech série. Filuta se vždy snaží Tintina zachránit (mnohokrát trpě a strádaje) například rozptýlením či pokousáním zločinců.
Filuta má rád skotskou whisky značky Loch Lomond, stejně jako kapitán Haddock, a jeho závislost na whisky ho občas dostane do potíží, podobně jako kočka z Haddockova zámku Moulinsart či strach z pavouků.
Než se objeví v Tintinových dobrodružstvích kapitán Haddock, je Filuta také Tintinovým protipólem, někdy je pesimistický až cynický, když se však objeví kapitán, stává se veselejší až komickou postavou.